# Beatrice Gyaman
Beatrice Gyaman (née le 17 février 1987 à Accra) est une sprinteuse ghanéenne.

## Carrière
Elle remporte la médaille d'argent du relais 4 × 100 mètres aux Jeux du Commonwealth de 2010, aux Jeux africains de 2011, aux Championnats d'Afrique de 2012, aux Jeux africains de 2015 et aux Championnats d'Afrique de 2016 ainsi que la médaille de bronze du relais 4 × 100 mètres aux Championnats d'Afrique de 2010 et aux Championnats d'Afrique de 2014.